# Миллер, Вальтер Фердинандович
Миллер (Мюллер) Вальтер Фердинандович (1883—1951) — советский экономист и философ, профессор экономики Смоленского государственного университета.
Окончил гимназическое отделение Петришуле в 1901 году. Окончил Петербургский университет, профессор экономики. Репрессирован в 1942 году. Умер в ссылке в Казахстан в 1951 году.

## Биография
Родился 10 декабря 1883 года в Самаре в семье ремесленника Фердинанда Миллера. После переезда семьи в Петербург поступил на подготовительное отделение Петришуле в 1893 году. Закончил полный гимназический курс весной там же в 1901 года. В том же году поступил в Петербургский университет, которые закончил по специальности «государственное право». Студентом был арестован (1905 год) за революционную деятельность. После окончания обучения работал пропагандистом и вёл кружки на фабрике Паля и Максвелля, Семянниковском заводе, Александровских жд мастерских, на Обуховском и Колпинском заводах. При университете был оставлен при кафедре Туган-Барановского. В 1918 году включён состав делегации по подписанию Брестского мира.
Был членом Учредительного собрания. Работал в Институте марксизма-ленинизма в Москве, издавал работы по вопросам экономики и истории философии. С 1918 по 1932 год работал в Смоленском государственном университете в должности профессора по кафедре политической экономии . В 1941 году успел в последний момент покинуть окружённый немцами Смоленск.
В 1942 году был арестован и репрессирован «по национальному признаку» (немец). Был выслан в Казахстан без права поселения в крупных городах. Умер в ссылке в Казахстане в 1951 году.

## Личность
Мемуаристка Нина Серпинская описывала Миллера словами: «красивый брюнет, упорно не желавший ничем, кроме имени, походить на немца». При этом А. П. Чаплин вспоминал: «Историю экономических учений читал Вальтер Фердинандович Миллер. Лекции его были несколько суховаты, так как он не вполне свободно владел русским языком, но этот недостаток восполнялся серьёзно поставленными семинарскими занятиями».

## Список работ
- Миллер В. Ф. Теория рынка Сэ-Рикардо // Вопросы обществоведения. — 1911. — Вып. III. — С. 1—29.
- Миллер В. Ф. Упрощенный „рецепт“ создания рабочей интеллигенции // Знамя Рабфаковца. — 1922. — № 4—5. — С. 10—16.
- «Классовая точка зрения в вопросах истории и войны» // журнал «Революция и война», 1922, № 15, 16 и 17;
- «В. И. Ленин как научный работник» // журнал «Экономическая жизнь», 1924;
- Миллер В. Ф. К вопросу о философском наследстве // Научные известия Смоленского университета. Общественно-гуманитарные науки. — 1924. — Т. II. — С. 3—72.
- Миллер В. Ф. Замечания о роли гуманитарных наук в изучении производительных сил // Научные известия Смоленского университета. Общественно-гуманитарные науки. — 1924. — Т. III, вып. III. — С. 395—400.
- Миллер В. Ф. Письмо в редакцию // Под знаменем марксизма. — 1928. — № 3. — С. 263—264.